# Heide Frielinghaus
Heide Frielinghaus (* 1968 in Dortmund) ist eine deutsche Klassische Archäologin.
Heide Frielinghaus studierte von 1987 bis 1994 im Hauptfach Klassische Archäologie und in den Nebenfächern Alte sowie Mittlere und Neuere Geschichte an der Ruhr-Universität Bochum und der Ruprecht-Karls-Universität Heidelberg. Von 1992 bis 1994 wurde sie durch ein Promotionsstipendium der Deutschen Studienstiftung gefördert. 1993 führte sie ein dreimonatiger Forschungsaufenthalt nach Apulien und Rom. Die Promotion erfolgte 1994 mit einer Dissertation zum Thema Einheimische in der apulischen Vasenmalerei. Ikonographie im Spannungsfeld zwischen Produzenten und Rezipienten. 1995/1996 war Frielinghaus Reisestipendiatin des Deutschen Archäologischen Instituts (DAI) und anschließend bis 1999 allgemeine Referentin an der Abteilung Athen des DAI. Ein weiterer vom DAI geförderter Studienaufenthalt führte sie im Herbst 2000 in die USA. Zwischen 1999 und 2005 war Frielinghaus Wissenschaftliche Assistentin von Burkhardt Wesenberg an der Universität Regensburg. Die Habilitation erfolgte im Dezember 2004, die Lehrbefugnis erhielt sie im Januar 2005. Zudem wurde sie Oberassistentin und Privatdozentin am Lehrstuhl für Klassische Archäologie in Regensburg. Im Mai des Jahres wurde sie korrespondierendes Mitglied des Deutschen Archäologischen Instituts. Im Sommersemester führte Frielinghaus eine Lehrstuhlvertretung ans Institut für Klassische Archäologie der Universität Wien, seit 2008 lehrt sie als Universitäts-Professorin am Institut für Klassische Archäologie der Johannes Gutenberg-Universität Mainz.
Frielinghaus beschäftigt sich insbesondere mit römischen Sarkophagen, griechischen Helmen sowie griechischer Keramik und Vasenmalerei. Sie leitet die Forschungsprojekte Veränderungen im Votiv- und Weihgeschenkaufkommen der Heiligtümer von Olympia, Delphi, Dodona, Perachora und Delos sowie Schauspielerdarstellungen in der römischen Kaiserzeit.

## Schriften
- Einheimische in der apulischen Vasenmalerei. Ikonographie im Spannungsfeld zwischen Produzenten und Rezipienten (= Wissenschaftliche Schriftenreihe Archäologie. Band 2). Köster, Berlin 1995, ISBN 3-89574-072-1.
- Die Helme von Olympia. Ein Beispiel für Waffenweihungen in griechischen Heiligtümern (= Olympische Forschungen. Band 33). De Gruyter, Berlin 2011, ISBN 978-3-11-024596-7.
- Herausgeberin mit Jutta Stroszeck: Neue Forschungen in griechischen Städten und Heiligtümern. Festschrift für Burkhardt Wesenberg zum 65. Geburtstag. Festkolloquium aus Anlass des 65. Geburtstages von Burkhardt Wesenberg in Regensburg, 2005 (= Beiträge zur Archäologie Griechenlands. Band 1). Bibliopolis, Möhnesee 2010, ISBN 978-3-933925-91-6.